# 藤波景忠
藤波 景忠（ふじなみ かげただ）は、江戸時代前期の日本の公卿、伊勢神宮祭主。

## 生涯
正保4年（1647年）、神宮祭主藤波友忠の子として生まれる。万治4年（1661年）2月、15歳で叙爵され、同年3月には祭主となる。順調に昇叙して延宝6年（1678年）には従三位まで昇ったが、天和4年（1684年）2月9日、鷁退して正四位下まで下った。2日後の11日には昇殿を許され、貞享2年（1685年）になって従三位に復し、公卿に列せられた。正徳4年（1714年）に子の徳忠に祭主職を譲った。享保12年（1727年）、81歳で薨去した。

## 官歴
- 万治4年2月21日（1661年3月21日）、従五位下
- 万治4年2月25日（1661年3月25日）、神祇権少副
- 万治4年3月12日（1661年4月11日）、祭主
- 寛文2年12月14日（1663年1月23日）、従五位上
- 寛文4年1月5日（1664年2月1日）、正五位下
- 寛文7年2月23日（1667年3月17日）、従四位下
- 寛文9年12月24日（1670年2月14日）、従四位上
- 延宝6年11月21日（1679年1月3日）、従三位、神祇権大副
- 天和4年2月9日（1684年3月24日）、正四位下
- 天和4年2月15日（1684年3月30日）、刑部大輔
- 貞享2年2月8日（1685年3月12日）、兵部大輔
- 貞享2年9月10日（1685年10月7日）、従三位、神祇権大副如元[注 2]
- 貞享4年2月24日（1687年4月6日）、神祇大副へ転任
- 貞享4年11月24日（1687年12月28日）、正三位
- 元禄11年12月27日（1699年1月27日）、従二位
- 正徳4年8月30日（1714年10月8日）、祭主を譲任
- 享保2年3月7日（1717年4月18日）、神祇大副を辞任
- 享保5年6月2日（1720年7月7日）、正二位

## 系譜
- 父：藤波友忠
- 母：家女房
  - 姉妹：閑（しず） - 茂庭姓元室
- 妻：貞固
  - 男子：藤波友麿
  - 男子：藤波徳忠
  - 男子：河辺忠長 - 河辺房長養子
  - 男子：河辺隆亮 - 河辺房長養子
  - 男子：河辺景英 - 河辺千長養子
  - 男子：藤波富麿
  - 男子：藤波徳麿
  - 男子：千種有補
  - 女子： - 勘解由小路光潔室